# Live at the BBC (album The Beatles)
Live at the BBC je kompilacijski album angleške rock skupine The Beatles, izdan leta 1994. Album vsebuje nastope Beatlov, ki so bili predvajani na številnih BBC Light Programme radio oddajah, med letoma 1963 in 1965. Album, ki je izšel v različnih formatih, vsebuje 56 skladb in 13 posnetih dialogov. 30 skladb od teh Beatlesi prej niso nikoli izdali. Večinoma so to predelave skladb iz 50. in 60. let, vse skladbe pa so bile posnete kar med oddajo.

## Seznam skladb
| Disk 1 | Disk 1                                        | Disk 1                                                      | Disk 1  |
| Št.    | Naslov                                        | Pisec                                                       | Dolžina |
| ------ | --------------------------------------------- | ----------------------------------------------------------- | ------- |
| 1.     | „Beatle Greetings‟                            | govor                                                       | 0:14    |
| 2.     | „From Us to You‟                              | John Lennon, Paul McCartney                                 | 0:27    |
| 3.     | „Riding on a Bus‟                             | govor                                                       | 0:54    |
| 4.     | „I Got a Woman‟                               | Ray Charles, Renald Richard                                 | 2:48    |
| 5.     | „Too Much Monkey Business‟                    | Chuck Berry                                                 | 2:06    |
| 6.     | „Keep Your Hands Off My Baby‟                 | Gerry Goffin, Carole King                                   | 2:30    |
| 7.     | „I'll Be on My Way‟                           | John Lennon, Paul McCartney                                 | 1:58    |
| 8.     | „Young Blood‟                                 | Jerry Leiber, Mike Stoller, Doc Pomus                       | 1:57    |
| 9.     | „A Shot of Rhythm and Blues‟                  | Terry Thompson                                              | 2:15    |
| 10.    | „Sure to Fall (In Love with You)‟             | Carl Perkins, Quinton Claunch, Bill Cantrell                | 2:08    |
| 11.    | „Some Other Guy‟                              | Leiber, Stoller, Richard Barrett                            | 2:01    |
| 12.    | „Thank You Girl‟                              | John Lennon, Paul McCartney                                 | 2:01    |
| 13.    | „Sha La La La La!‟                            | govor                                                       | 0:28    |
| 14.    | „Baby It's You‟                               | Mack David, Burt Bacharach, Barney Williams                 | 2:44    |
| 15.    | „That's All Right, Mama‟                      | Arthur Crudup                                               | 2:54    |
| 16.    | „Carol‟                                       | Berry                                                       | 2:35    |
| 17.    | „Soldier of Love (Lay Down Your Arms)‟        | Buzz Cason, Tony Moon                                       | 2:00    |
| 18.    | „A Little Rhyme‟                              | govor                                                       | 0:26    |
| 19.    | „Clarabella‟                                  | Frank Pingatore                                             | 2:39    |
| 20.    | „I'm Gonna Sit Right Down and Cry (Over You)‟ | Joe Thomas, Howard Biggs                                    | 2:01    |
| 21.    | „Crying, Waiting, Hoping‟                     | Buddy Holly                                                 | 2:09    |
| 22.    | „Dear Wack!‟                                  | govor                                                       | 0:42    |
| 23.    | „You Really Got a Hold on Me‟                 | Smokey Robinson                                             | 2:37    |
| 24.    | „To Know Her Is to Love Her‟                  | Phil Spector                                                | 2:49    |
| 25.    | „A Taste of Honey‟                            | Bobby Scott, Ric Marlow                                     | 1:57    |
| 26.    | „Long Tall Sally‟                             | Enotris Johnson, Richard Penniman, Robert "Bumps" Blackwell | 1:53    |
| 27.    | „I Saw Her Standing There‟                    | John Lennon, Paul McCartney                                 | 2:32    |
| 28.    | „The Honeymoon Song‟                          | Mikis Theodorakis, William Sansom                           | 1:39    |
| 29.    | „Johnny B Goode‟                              | Berry                                                       | 2:51    |
| 30.    | „Memphis, Tennessee‟                          | Berry                                                       | 2:13    |
| 31.    | „Lucille‟                                     | Albert Collins, Penniman                                    | 1:49    |
| 32.    | „Can't Buy Me Love‟                           | John Lennon, Paul McCartney                                 | 2:06    |
| 33.    | „From Fluff to You‟                           | govor                                                       | 0:28    |
| 34.    | „Till There Was You‟                          | Meredith Willson                                            | 2:13    |

| Disk 2 | Disk 2                             | Disk 2                                                          | Disk 2  |
| Št.    | Naslov                             | Pisec                                                           | Dolžina |
| ------ | ---------------------------------- | --------------------------------------------------------------- | ------- |
| 1.     | „Crinsk Dee Night‟                 | govor                                                           | 1:05    |
| 2.     | „A Hard Day's Night‟               | John Lennon, Paul McCartney                                     | 2:24    |
| 3.     | „Have a Banana!‟                   | govor                                                           | 0:22    |
| 4.     | „I Wanna Be Your Man‟              | John Lennon, Paul McCartney                                     | 2:09    |
| 5.     | „Just a Rumour‟                    | govor                                                           | 0:20    |
| 6.     | „Roll Over Beethoven‟              | Berry                                                           | 2:16    |
| 7.     | „All My Loving‟                    | John Lennon, Paul McCartney                                     | 2:04    |
| 8.     | „Things We Said Today‟             | John Lennon, Paul McCartney                                     | 2:18    |
| 9.     | „She's a Woman‟                    | John Lennon, Paul McCartney                                     | 3:15    |
| 10.    | „Sweet Little Sixteen‟             | Berry                                                           | 2:21    |
| 11.    | „1822!‟                            | govor                                                           | 0:10    |
| 12.    | „Lonesome Tears in My Eyes‟        | Johnny Burnette, Dorsey Burnette, Paul Burlison, Al Mortimer    | 2:36    |
| 13.    | „Nothin' Shakin'‟                  | Eddie Fontaine, Cirino Colacrai, Diane Lampert, John Gluck, Jr. | 2:59    |
| 14.    | „The Hippy Hippy Shake‟            | Chan Romero                                                     | 1:49    |
| 15.    | „Glad All Over‟                    | Aaron Schroeder, Sid Tepper, Roy Bennett                        | 1:52    |
| 16.    | „I Just Don't Understand‟          | Marijohn Wilkin, Kent Westberry                                 | 2:47    |
| 17.    | „So How Come (No One Loves Me)‟    | Felice in Boudleaux Bryant                                      | 1:54    |
| 18.    | „I Feel Fine‟                      | John Lennon, Paul McCartney                                     | 2:13    |
| 19.    | „I'm a Loser‟                      | John Lennon, Paul McCartney                                     | 2:33    |
| 20.    | „Everybody's Trying to Be My Baby‟ | Perkins                                                         | 2:21    |
| 21.    | „Rock and Roll Music‟              | Berry                                                           | 2:01    |
| 22.    | „Ticket to Ride‟                   | John Lennon, Paul McCartney                                     | 2:56    |
| 23.    | „Dizzy, Miss Lizzy‟                | Larry Williams                                                  | 2:42    |
| 24.    | „Kansas City/Hey-Hey-Hey-Hey!‟     | Leiber, Stoller, Penniman                                       | 2:37    |
| 25.    | „Set Fire to That Lot!‟            | govor                                                           | 0:28    |
| 26.    | „Matchbox‟                         | Perkins                                                         | 1:57    |
| 27.    | „I Forgot to Remember to Forget‟   | Stan Kesler, Charlie Feathers                                   | 2:09    |
| 28.    | „Love These Goon Shows!‟           | govor                                                           | 0:27    |
| 29.    | „I Got to Find My Baby‟            | Berry                                                           | 1:56    |
| 30.    | „Ooh! My Soul‟                     | Penniman                                                        | 1:37    |
| 31.    | „Ooh! My Arms‟                     | govor                                                           | 0:36    |
| 32.    | „Don't Ever Change‟                | Goffin, King                                                    | 2:03    |
| 33.    | „Slow Down‟                        | Larry Williams                                                  | 2:36    |
| 34.    | „Honey Don't‟                      | Perkins                                                         | 2:11    |
| 35.    | „Love Me Do‟                       | John Lennon, Paul McCartney                                     | 2:30    |

## Zasedba
The Beatles
- John Lennon – vokal, kitara
- Paul McCartney – vokal, bas kitara
- George Harrison – vokal, kitara
- Ringo Starr – bobni, tolkala, vokal